# Matthew Modine
Matthew Avery Modine (Loma Linda, 22 de março de 1959) é um ator americano. Nascido em uma família mórmon, Matthew é o mais jovem de sete irmãos. Depois de assistir um documentário sobre o filme Oliver! (1968), decidiu que queria tornar-se ator. Mudou-se para Nova Iorque em 1979, local em que conheceu sua esposa Cari. Casaram no ano seguinte e têm um casal de filhos.
Seus principais filmes são Private School (1983); The Hotel New Hampshire (1984), onde atuou com Jodie Foster, Birdy (1984), de Alan Parker e com Nicolas Cage; Mrs. Soffel (1984), de Gillian Armstrong, com Diane Keaton e Mel Gibson; Full Metal Jacket (1987), de Stanley Kubrick; Married to the Mob (1988), Gross Anatomy- Futuros Médicos (1989) - Matthew Modine, Daphne Zuniga, Christine Lahti, Todd Field, John Scott Clough, Alice Carter, Robert Desiderio, Zakes Mokae, Clyde Kusatsu, John Petlock,  de Jonathan Demme e com Michelle Pfeiffer; Memphis Belle (1990), de Michael Caton-Jones e com Eric Stoltz; Pacific Heights (1990), de John Schlesinger e com Melanie Griffith; Equinox (1992), de Alan Rudolph; Short Cuts (1993), de Robert Altman com grande elenco; Cutthroat Island  (1995), onde protagonizou com Geena Davis; Fluke como Tom e Fluke (1995); The Blackout (1997), de Abel Ferrara; Any Given Sunday (1999), de Oliver Stone e com Al Pacino, e The Garden of Eden (2008). Em 2016, Matthew interpretou o Dr. Martin Brenner na série de televisão Stranger Things, sendo um dos antagonistas da trama e seu papel mais famoso atualmente.
Foi membro do júri do Festival Sundance de Cinema em 1994.